# 末日论证

公元前1万年到公元2000年世界人口的变化

末日论证（英語：Doomsday argument），也译为末世论证，是一种预测人类未来的或然论证。它以对到目前为止人类总人口的估计作为条件进行推理，得到的结论认为人类很有可能已经经历了其一半的历史进程。
末日论证由天体物理学家布兰登·卡特于1983年首先提出，因此有些时候也被称为卡特大灾难（Carter catastrophe）。这一观点被哲学家约翰·莱斯利所支持。随后，约翰·理查德·戈特和霍尔格·伯克·尼尔森也先后独立提出了这一论证。而早前海因茨·冯·福斯特与其他一些人就已提出了关于末世论的相似观点。

## 介绍
假设{\displaystyle N}是整个人类历史中已经出生和将会出生的所有人口的总和，根据哥白尼原则，每个人在其中的位置{\displaystyle n}是均匀分布的，即{\displaystyle f=n/N}在区间(0,1]中是连续均匀分布的。其中，{\displaystyle f}是一种先验概率。这样就可以得到，有95%的可能{\displaystyle f}处于区间(0.05,1]之间。也就是说，我们可以认为我们有95%的可能性处于最后出生的95%的人类之中。如果我们知道了{\displaystyle n}的数值，也就可以给出{\displaystyle N}的上限。由{\displaystyle n/N>0.05}，能够推出{\displaystyle N<20n}。
如果我们假设人类到目前为止出生的总人口为600亿（据莱斯利的计算），那么就可以估计有95%的可能整个人类历史人口总和{\displaystyle N}小于{\displaystyle 20\times 600}亿{\displaystyle =12000}亿。再假设世界人口稳定在100亿，同时假定人类的预期寿命为80岁，则可以估算出在9120年内将会出生11400亿。换句话说，这一理论预测人类的历史有95%的可能会在未来的9120年内终结。当然，如果对于未来世界人口有不同的估计的话，将会得到不同的计算结果。